# Thérèse Guillaudeu des Bassablons
Thérèse Guillaudeu du Plessis, dame des Bas-Sablons (née à Saint-Malo le 3 décembre 1728 et morte guillotinée à Paris le 20 juin 1794), est une servante de Dieu.

## Biographie
Thérèse Pélagie Anne Guillaudeu du Plessis était la fille de François-Joseph Guillaudeu du Plessis, maire de Saint-Malo, et de Marie-Thérèse Éon de Ponthaye. D'une famille pieuse, sa mère fonda la Confrérie du Sacré-Cœur en opposition au jansénisme, et son frère, Louis Guillaudeu de La Villarmois, devint prêtre. 
En février 1747, en la cathédrale de Saint-Malo, elle épousa Claude-Marie Vincent, sieur des Bas Sablons, fils de Jacques Vincent, sieur des Bas Sablons, et de Jeanne Marie Goret, et cousin germain de Vincent de Gournay. 
Pieuse comme l'était sa mère, elle convertit son mari, qui alors se portait plus vers Voltaire et les Encyclopédistes, et fonda la Congrégation des Dames de la Charité de Saint-Malo en 1751. Devenue veuve en 1768, elle s'installa au Plessis-Pont-Pinel, auprès de son père, et se consacra exclusivement aux « œuvres de miséricorde ». À la mort de ce dernier, en 1776, elle vint s'installer dans la Maison de la Providence, dont elle prit la direction et, sous laquelle, laïques et religieuses de Saint-Vincent-de-Paul assistaient et soignaient les pauvres. Elle y consacra toute sa fortune et sollicita la générosité des personnes fortunées de la région pour cette cause. Assistée de Mlle White, elle apporta également son concours à l'Association des Dames pour la formation chrétienne des petites filles, « Les Sœurs de la Passion ».
Sous la Révolution, entrée chez les Filles du Cœur de Marie (fondée en 1790 par Pierre-Joseph de Clorivière et Adélaïde-Marie Champion de Cicé), elle cacha des prêtres réfractaires et des émigrés, et apporta son soutien aux prisonniers. Poursuivie par Jean-Baptiste Le Carpentier, elle est arrêtée au mois d'avril 1794, emprisonnée et transférée devant le tribunal révolutionnaire de Paris. Elle est guillotinée à Paris le 20 juin 1794.

## Hommages
Une rue Madame-des-Bas-Sablons est nommée en son hommage à Saint-Malo.